# Бюльбюля
Бюльбюля́ (азерб. Bülbülə) — посёлок городского типа в административном подчинении Сураханского района города Баку, Азербайджан. В посёлке расположена одноимённая железнодорожная станция.
Статус посёлка городского типа — с 1936 года.
По данным БСЭ, в посёлке действовали предприятия машиностроения и металлообработки, асфальтобетонный завод и ткацкая фабрика. Велась добыча нефти.

## Население
| 1959   | 1970   | 1979   | 1989   | 2011   |
| ------ | ------ | ------ | ------ | ------ |
| 11 566 | 11 565 | 12 780 | 13 805 | 23 900 |